# Welshpool
Welshpool (walisisk: Y Trallwng) er en købstad og community i Wales. Det har hørt til det historiske county Montgomeryshire, men er i dag en del af Powys. Byen ligger 6 km fra den walisisk-engelske grænse og den lavtliggende flod Severn. Dens walisiske navn Y Trallwng betyder "det sumpede/synkende land". Communitiet inkluderer Cloddiau og Pool Quay.
På engelsk var den oprindeligt kendt som Pool, men det blev ændret til Welshpool i 1835 for at kunne kende den fra den engelske by Poole. I 2011 havde det samlede community et indbyggertal på 6.664 personer, mens selve Welshpool by havde 5.948. Byen indeholder meget georgiansk arkitektur og den ligger umiddelbart nord for Powis Castle.